# Munspel
| I denna artikel     |
| används tonnamnen   |
| Bess (B♭) och B.    |
| Se olika skrivsätt. |

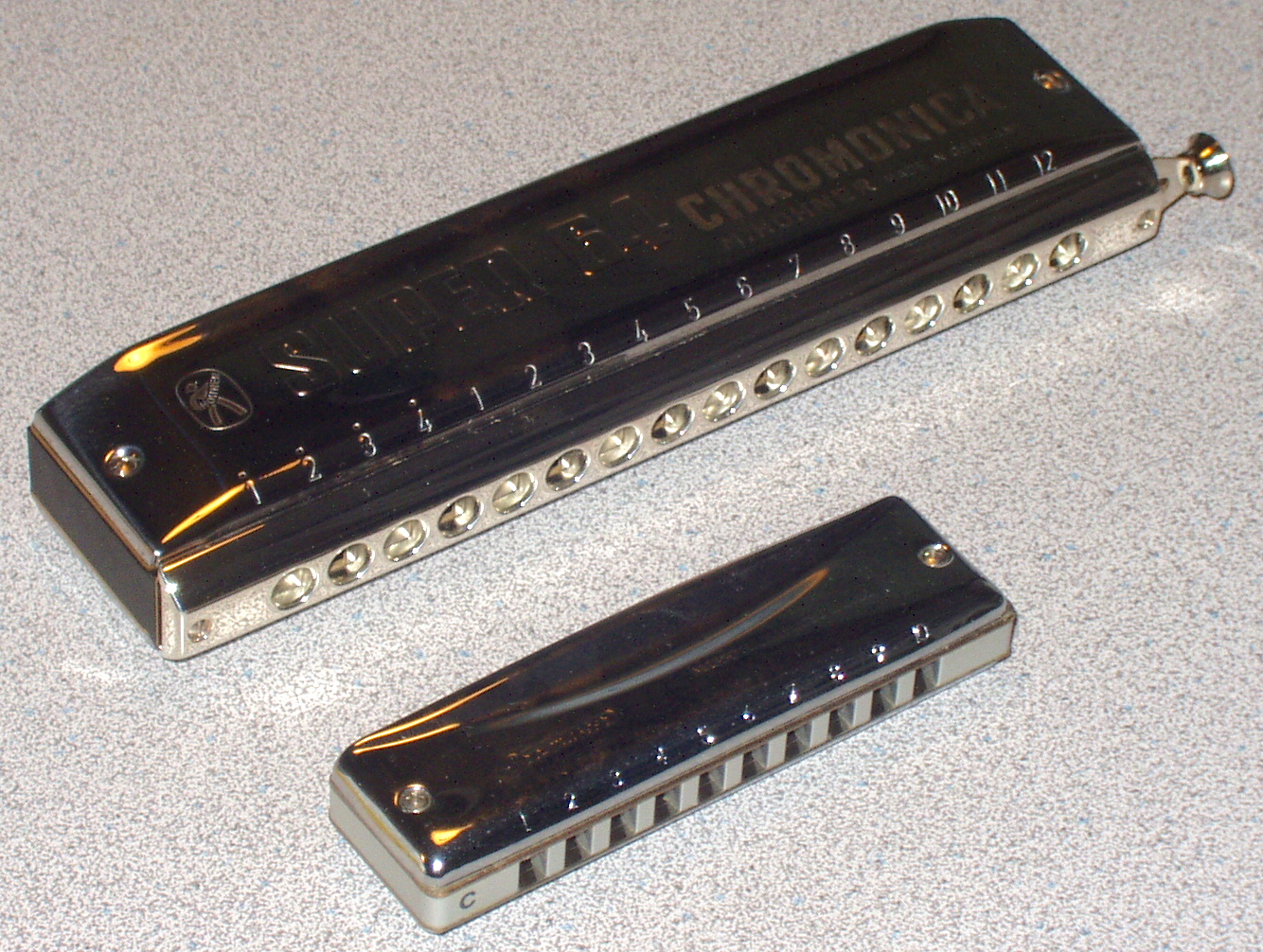
Kromatiskt och diatoniskt munspel.

Munspel eller ibland munharmonika är ett instrument med genomslående metalltungor som, till skillnad från harmonium och dragspel, saknar klaviatur eller knappar. Istället blåses och sugs munspelet med munnen. Munspelet förknippas numera kanske mest med blues men är också vanligt i västerländsk folkmusik och folklig musik från olika håll, rock (ofta av den bluesigare varianten), country och ibland även i klassisk musik och pop. Munspelet finns även i nordisk folkmusik, även om det tillsammans med dragspelet ofta ansetts mindre "fint" än till exempel fiol och nyckelharpa.
De tungor som åstadkommer ljudet är av mässing, koppar eller rostfritt stål och sitter fast i ena änden över en springa där luften kan strömma från och förmå tungan att vibrera. Munspelets munstycke är försett med hål, och den spelande väljer några av dessa att blåsa luft genom med hjälp av läppar och tunga. Varje hål hör ihop med en, två eller ett fåtal metalltungor. Oftast monteras två metalltungor vända åt olika håll vid samma luftspringa, så att samma hål ger olika toner vid in- och utandning.

## Det diatoniska munspelet
Det diatoniska munspelet är den typen av munspel som är känd på flest platser. Det är också en tämligen gammal konstruktion. Det har tio hål, vilket ger den spelande en repertoar av 19 olika toner - två för varje hål, minus en ton som förekommer på två ställen. På ett munspel stämt i C är tonerna placerade så här:
```

Noterna på ett munspel stämt i C. De övre noterna spelas på utandning, och de undre på inandning.

           1  2  3  4  5  6  7  8  9  10
           -----------------------------
utandning |C |E |G |C |E |G |C |E |G |C |
inandning |D |G |B |D |F |A |B |D |F |A |
           -----------------------------
```

Mellan de C som erhålls på utandning i det första och det sista är det tre oktaver. Trots detta finns det bara en hel durskala på munspelet, mellan hål 4 och 7. Hålen till vänster, som ger lägre toner, kretsar kring de toner som ingår i C-durstonika och dominant, ackorden C dur och G dur. Detta tillåter den spelande att spela dessa ackord under melodin genom att blockera oönskade toner med tungan. De viktigaste tonerna, C E och G, spelas på utandning medan de mindre viktiga tonerna D B F och A spelas på inandning.

### Temperering
Diatoniska munspel tempereras olika beroende på om de är tänkta att användas till spelande med en not i taget eller ackordspel och i vilken eller vilka positioner ackorden ska spelas i. Till exempel används ren stämning, liksvävande temperatur och andra varianter.

## Spelteknik

### Snörpmetoden
För att spela en ton i taget kan snörpmetoden användas. För att göra detta så snörps munnen ihop som vid en vissling så att hålet som blir kvar mellan läpparna endast täcker ett hål på munspelet. För att få så fyllig ton som möjligt ska munspelet så långt in i munnen som möjligt utan att fler hål i munspelet börjar täckas av hålet mellan läpparna.

### Tungblockeringsmetoden
Metoden kan användas på olika sätt, men grunden är att hålet mellan läpparna görs större än i snörpmetoden, så att flera hål på munspelet täcks. De hål som luften inte ska passera igenom täcks över genom att lägga tungspetsen mot dem. Tungblockering ger fler möjligheter att skapa musikaliska effekter än snörpmetoden.

#### Oktaver
Oktaver spelas genom att tungan blockerar mellanliggande hål. Till exempel genom att låta hålet mellan läpparna täcka hål 1, 2, 3 och 4, medan tungspetsen stoppar luften genom hål 2 och 3. Fungerar i den positionen både på ut- och inandning.

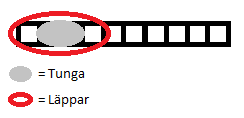

#### Tungslag (slaps)
Tungslag spelas genom att först låta luften gå igenom flera hål, för att sedan täcka till flera av dem genom att slå ner tungan på dem. Till exempel genom att låta hålet mellan läpparna täcka hål 1, 2 och 3, så att alla de tre tonerna hörs. Sedan slås tungspetsen ner över hål 1 och 2 och hålls kvar där, så att endast hål 3 låter.

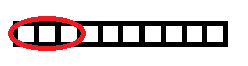
Steg 1

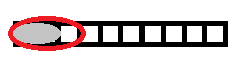
Steg 2

#### Tungdrag (pulls)
Tungdrag spelas genom att med tungan först täcka över alla hål som ryms inom hålet mellan läpparna och sedan snabbt dra bort tungan. Till exempel kan hålet mellan läpparna täcka hål 1, 2 och 3 samtidigt som tungan täcker hål 1 och 2 så att endast tonen i hål 3 hörs. Sedan flyttas tungan snabbt över så den även täcker hål 3, för att därefter snabbt dras bort. 

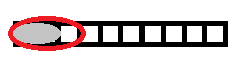
Steg 1

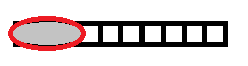
Steg 2

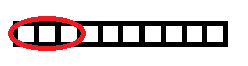
Steg 3

#### Tungfladder (flutter)
Tungfladder spelas genom att spela en ton och sedan snabbt låta tungan variera mellan att täcka och inte täcka flera av hålen till vänster.

### Dippning (dip)
Att "dippa" innebär att ett hål initialt spelas med böjd ton för att mycket kort därefter släppas upp till den oböjda tonen.

### Shake
Spelas  genom att snabbt alternera mellan två toner flera gånger, till exempel  med en inandning på 4:an och 5:an. Kan inledas med en dipp.

### Cupping
Spelas  genom att sätta ihop händerna bakom munspelet så att en lufttät grotta  bildas. Sedan släpps högerhanden ut så att en öppning till grottan  skapas. När detta upprepas så uppstår en slags oa-oa-effekt.

### Dubbelton
Spelas genom att spela två toner samtidigt. Till exempel inandning på 3:an och 4:an, eller 4:an och 5:an. 

### Tonböjning
Förutom de 19 toner som munspelet erbjuder i sig självt kan  den spelande genom rätt teknik uppnå andra toner. Detta görs främst genom att justera tungans position i munnen, kan jämföras med hur  förändring av ton sker vid vissling. Tekniken kallas att böja tonerna, en term som är lånad från gitarristerna  som bokstavligt talat böjer sina strängar för att åstadkomma små  förändringar i tonhöjd. Genom att böja tonerna kan den spelande  åstadkomma alla toner på durskalan. När man böjer en sträng på en gitarr  får man en något högre ton, men en ton som böjs på ett munspel ger en  lägre ton. Böjningen brukar vara viktig i blues- och rockmunspel på  grund av det själfulla ljud som då skapas. Tekniken skapar också det glissando som är typiskt för munspelande i blues och countrymusik. 

### Överblåsning

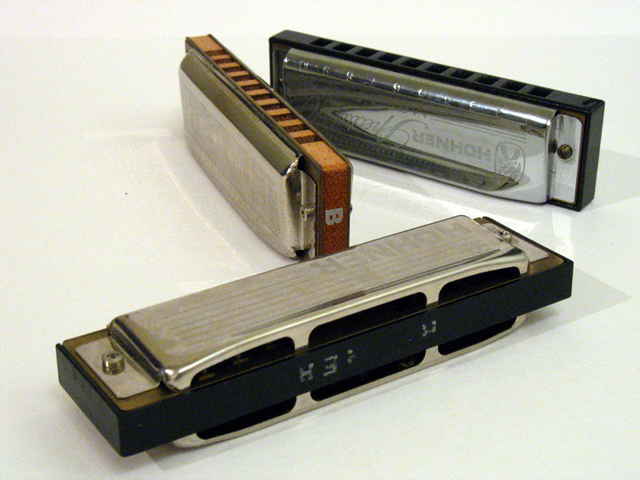
Några olika diatoniska munspel.

På 1970-talet skapade Howard Levy(en) tekniken överblåsning på munspel. Genom överblåsning och böjning kan en munspelare spela alla toner på den kromatiska skalan på ett vanligt diatoniskt munspel. Tack vare denna teknik har det diatoniska munspelet hittat in i nya genrer såsom jazz. Överblåsningen är en svår teknik. Det går att överblåsa på alla diatoniska munspel, men många använder munspel som konstruerats för att underlätta överblåsning. Detta görs främst genom att justera avstånden mellan de olika komponenterna inne i munspelet. Det är fullt möjligt att använda tekniken för att använda samma munspel i alla olika tonarter, men förutom att tekniken är svår låter överblåsning annorlunda än den vanliga tonen. Det är därför inte så vanligt att göra så.

### Tonböjningsschema
En  del hål kan böjas i flera halvtonssteg. Hur många halvtonssteg som är möjliga att böja till på ett hål avgörs av tonavståndet mellan utandningstonen och inandningstonen.
```
heltonsböjning                                      Bb 
½-tonsböjning                               Eb| Gb| B  
utandning       C | E | G | C | E | G | C | E | G | C                  
                --------------------------------------
hål             1 | 2 | 3 | 4 | 5 | 6 | 7 | 8 | 9 | 10                 
                --------------------------------------
inandning       D | G | B | D | F | A | B | D | F | A  
½-tonsböjning   Db| Gb| Bb| Db      Ab 
heltonsböjning      F | A  
1½-tonsböjning          Ab 
```

## Att korsa munspelet
Förutom att spela munspelet i den tonart det ursprungligen är konstruerat för, kan man spela i andra tonarter dock i andra modaliteter. På ett C-munspel kan man spela i dorisk D eller mixolydisk G. Genom att dessutom böja toner kan man spela i mixolydisk E. Terminologin kring detta rör sig om olika positioner och är utvecklad av bluesmunspelare, och används flitigast i de kretsarna. Det finns flera positioner utöver de tämligen vanliga som listas nedan, men de har ingen enhetlig terminologi. 
- Den första positionen eller straight harp är att spela på munspelet i den durskala som det från början är byggt för.
- Den andra positionen eller cross harp är att spela den skala som börjar på originaltonartens femte ton. Om man inte alls böjer tonerna ger denna position en mixolydisk skala mellan inandning i hål två och utandning i hål 6. Genom att böja inandningstonen i hål tre kan munspelaren erhålla en låg ters, eller blå ters. På detta sätt kan man använda ett C-munspel för att spela i mixolydisk G, eller i G moll. Bluesspelare spelar också gärna en tritonus i denna position, genom att böja inandningstonen i det fjärde hålet.
- Den tredje positionen eller slant harp är att spela på den skala som börjar en helton ovanför ursprungstonartens grundton. Detta ger en dorisk skala mellan utandningstonerna i fjärde och åttonde hålet, fast böjningar och överblåsningar ger den spelande fler möjligheter. Bluesspelare använder gärna en tritonus som de får genom att böja inandningstonen i det sjätte hålet.

Tolkningsmöjlighet:
Med ett C-Diatonsikt munspel (1:a position Straight-) kan man också spela i Mixolydisk G (2:a position Cross-) (tänk "2nd G"-in) eller Dorisk D (3:e position Slant-)

2:a position: Skala börjar på Originaltonartens (C) 5:e ton = G
(In 2 → Ut 6 = G G B C D E F G, in-ut-in-ut...)
Ren G Mixolydisk: 1G - 2A - 3B ^ 4C - 5D - 6E ^ 7F - 8G     (Durskala med Liten 7: F istället för F#)

3:e position: Skala börjar en helton ovanför Originaltonartens 2:a ton = D dorisk
(In 4 → In 8 = D E F G A C B E D, in-ut-in-ut...)
Ren Dorisk: 1D - 2E ^ 3F - 4G - 5A - 6B ^ 7C - 8D     (Mollskala med Stor 6: B istället för Bb)

Slutsats: För att spela rena skalor måste munspelaren andas annorlunda än bara "in-ut-in-ut..."

## Specialstämda munspel
Det finns ett flertal kommersiella varianter av specialstämda munspel. En av de mer kända är den som kallas Melody Maker. Den utformades och marknadsfördes av Lee Oskar, och underlättar för munspelare vana vid att spela cross harp, som främst lämpar sig för en mixolydisk skala, att spela i en vanlig durskala. 
En munspelare kan också själv stämma om sitt munspel, genom att försiktigt repa metalltungorna. Man kan stämma tonen både uppåt och nedåt. Vissa munspelare använder denna typ av modifieringar flitigt på sina munspel. Ett välkänt exempel är munspelssolot i låten On the road again med gruppen Canned Heat.

## 14-håls diatoniska munspel
Det finns ett 14-håls diatoniskt munspel från firman Hohner, Hohner Marine Band 365/28, som skiljer sig en del från vanliga diatoniska munspel. Förutom att det har 14 hål har det allmänt större dimensioner än vanliga munspel. C-spelet ligger en oktav lägre än på ett vanligt diatoniskt munspel. G-modellen liknar ett vanligt G-spel, men har ett utökat högre register.
Spelet är anpassat för att man lätt ska kunna böja inandningstonerna på hål fyra till sex, och utandningstonerna på hål åtta till fjorton. 
```
            1  2  3  4  5  6  7  8  9 10 11 12 13 14
            ------------------------------------------
utandning: |C |E |G |C |E |G |C |E |G |C |E |G |C |E |
inandning: |D |G |B |D |F |A |B |D |F |A |B |D |F |A |
            ------------------------------------------
```

## Kromatiska munspel

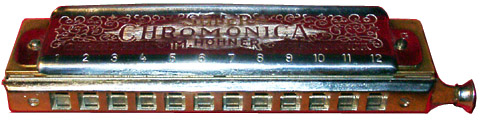
Kromatiskt munspel. Knappen som höjer tonerna en halvton syns till höger.

Det finns ett flertal konstruktioner som marknadsförs som kromatiska. En konstruktion som är vanlig i Asien har tonerna placerade som de svarta och vita tangenterna på ett piano. Den konstruktion som anses bäst i väst är den har en knapp som kan höja alla toner ett halvt tonsteg. På ett typiskt kromatiskt munspel placeras tonerna vanligen i en oktavskala som är identisk med hål fyra till sju på ett klassiskt diatoniskt munspel, fast upprepat efter varandra i högre oktaver. Denna layout är främst lämpad för solospel, inte för ackord och komp. 
Kromatiska munspel har vanligen , 14 eller 16 hål. De finns i ett flertal tonarter, men eftersom det kromatiska spelet är anpassat för att kunna spelas i alla tonarter håller sig de flesta till C-spel. På ett tenor-C-spel ligger tonerna som följer (tänk på att b# är samma ton som C, och E# samma ton som F.
```
            1  2  3  4  5  6  7  8  9  10 11 12
            ------------------------------------
utandning: |C |E |G |C |C |E |G |C |C |E |G |C |  
inandning: |d |f |a |b |d |f |a |b |d |f |a |b |
            ------------------------------------

                    med knappen intryckt (enharmoniskt):

            1  2  3  4  5  6  7  8  9  10 11 12
            ------------------------------------
utandning: |C#|F|G#|C#|C#|F|G#|C#|C#|F|G#|C#|  
inandning: |d#|f#|a#|c|d#|f#|a#|c|d#|f#|a#|c|
            ------------------------------------
```

Det kromatiska munspelet är det vanligaste i jazz och i klassiska instrument. I munspelsorkestrar är det kromatiska munspelet vanligen solisten. Det kromatiska munspelet har dock sina begränsningar. Det är möjligt att böja toner på kromatiska munspel, men det låter annorlunda än böjda toner på ett diatoniskt och det går alls inte att överblåsa dem om man inte modifierar dem lite. Det sätt tonerna är utlagda gör också ackordspel svårt om inte omöjligt. Bland de kändare musikerna som spelar/spelade kromatiskt munspel, kan Larry Adler, Toots Thielemans och Stevie Wonder nämnas.

## Basmunspel
Basmunspelet används främst i munspelsgrupper. Det består vanligen av två munspel som monterats ihop, där det nedre munspelet har skalans vanliga toner och det övre de tillfälliga förtecknen. Basmunspelet spelas endast på utandning.

## Ackordmunspel
Ackordmunspelet har 48 ackord: dur, durackord med sept (sjuor), moll, överstigande och dim. Varje hål har två metalltungor för varje ton, en oktav ifrån varandra, och därigenom får munspelet en kraftfull och rik ton.

## Vibrato/ tremolomunspel
Vibrato- eller tremolomunspel har två metalltungor per ton. Dessa är stämda en aning ifrån själva måltonen, den ena något för högt och den något för lågt. Detta ger ett fladdrande eller drillande ljud. Ett vibrato betyder egentligen en regelbunden svängning kring en tonhöjd, men vad vibratomunspelet åstadkommer är egentligen något helt annat: ett fysikaliskt interferensmönster. Denna effekt är tämligen vanlig i västerländska instrument med samma metalltungor som munspelet. Det kan hittas i dragspel och harmonium under namn som celeste, vox jubilante med mera. 

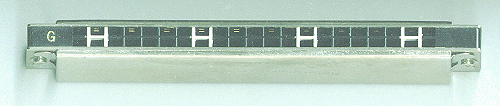
Ett vibratomunspel av märket Suzuki.

Vibratomunspel är kanske den vanligaste formen av munspel världen över. Den är mycket populär hos folksångare av det amerikanska stuket, och återfinns även i folkmusik från olika delar av Europa, i stora delar av östra Asien och i Sydamerika. I Kina, Japan, Korea och Taiwan används vibratomunspelet i snart sagt alla musikgenrer, från folkmusik till konstmusik. Man spelar gärna flera munspel samtidigt, och håller dem ovanför varandra för att lätt kunna växla mellan dem och nå noter och ackord som inte finns tillgängliga på ett och samma instrument.
Det finns även kromatiska vibratomunspel, av samma konstruktion som de vanliga kromatiska munspelen.

## Oktavmunspel
Oktavmunspel har två metalltungor per hål, stämda en oktav ifrån varandra.

## Självspelande munspel

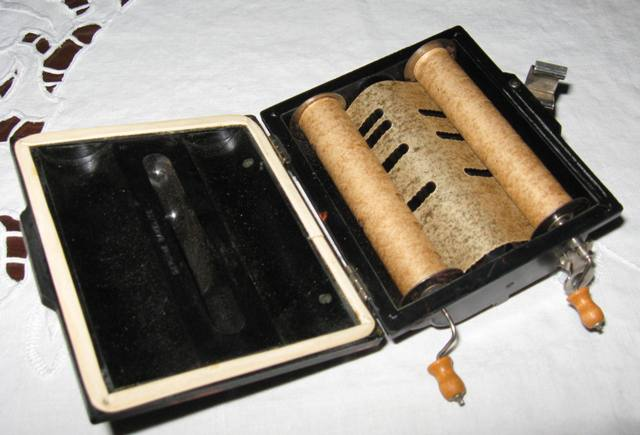
Ett självspelande munspel.

1925 patenterades The Rolmonica, ett självspelande munspel där musiken är kodad med hål på en pappersrulle som vevas fram, för hand förbi munspelet medan man blåser eller suger. Munspelet såldes från 1928 och fram till slutet av 30-talet.
Munspelet är konstruerat så att samma ton ljuder vid blås och sug.
Munspel och rullar ligger i en fyrkantig öppningsbar bakelitlåda där melodirullen med pappret på placeras, dras fram förbi munspelet, rullas upp och fästs på mottagar-rullen. Efter stängning av lådan är det bara att veva, blåsa och suga.    

## Historia
Under det tidiga 1800-talet fanns i Europa ett stort intresse för instrument konstruerade med fria metalltungor, och munspelet är ett resultat av detta. Detta sätt att alstra ljud i musikinstrument har varit tämligen vanligt i Ostasien i århundraden och hade nått Europa något tidigare (se sheng) men kring 1820 exploderade intresset för musikinstrument med metalltungor i Europa och i Nordamerika. Liknande instrument framträdde i USA, i Storbritannien och på den europeiska kontinenten vid ungefär samma tidpunkt. Det hävdas ofta att det var Friederich Ludwig Buschmann som uppfann munspelet år 1821, men tämligen säkert var munspelet - som så ofta med tekniska framsteg - ett resultat av att flera personer arbetade på olika håll med att konstruera ett munblåst instrument med metalltungor. Kring 1850 hade det diatoniska munspelet mer eller mindre funnit sin moderna form, och strax därefter konstruerades de olika vibrato- och oktavmunspelen. Mot slutet av 1800-talet masstillverkades en stor mängd munspel. På 1900-talet utvecklades flera modeller såsom det kromatiska munspelet, basmunspelet, ackordmunspelet med flera. Även på 2000-talet fortsätter fabrikanterna att marknadsföra nya tekniska lösningar.
Munspelets stora framgång beror delvis på att det är tämligen enkelt att lära sig spela. De diatoniska munspelen konstruerades främst för att säljas till vanligt folk och spela folklig musik, och för detta var det mycket lämpat. Av en slump var instrumentet också mycket lämpat för blues. 
Det är också litet och lätt att ha med sig; många munspel ryms utan problem i en vanlig ficka. Den enkla konstruktionen gjorde det enkelt att tillverka munspel i industriell skala, vilket gjorde dem mycket billiga jämfört med de flesta blås- och stränginstrument som kräver ett helt annat hantverk i framställningen. Det tyska företaget Hohner var en gång världens största producent av munspel; 1920 gjorde de 20 miljoner instrument. Idag finns de största munspelstillverkarna i Tyskland, Japan, Kina och Brasilien. Allteftersom de tekniska kraven på spelen har ökat har det åter börjat handtillverkas munspel, för dem som vill ha det allra bästa.
De första inspelningarna med munspel gjordes i USA på 1920-talet, med svarta musiker för en svart publik i sydstaterna. De flesta av dessa inspelningar är antingen solomunspelare (DeFord Bailey), duoinspelningar med munspel och gitarr (Hammie Nixon, Big Walter Horton, Sonny Terry) eller en nymodig typ av orkester som kallades Jug band. Mest känd av dessa är Memphis Jug Band. Munspelet betraktades ofta mera som en leksak för fattiga än som ett riktigt musikinstrument. Ändå var det under denna tid som musiker började experimentera med nya tekniker som att blockera hål med tungan, att åstadkomma olika effekter med händerna och viktigast, att spela i den andra positionen eller cross harp. 
Munspelet följde sedan med bluesen när svarta rörde sig norrut, främst till Chicago men även till Detroit, St Louis och new York. Nu började musiken förändras, inte minst genom att den elektrifierades, med mikrofon på gitarren, till munspelet, ståbasen, och för sångaren etc. Sonny Boy Williamson var den viktigaste munspelaren under denna tidsperiod, som med sitt bluesband blev en av de populäraste artisterna i Chicago. Med Williamson etablerades cross harp-tekniken för gott. 
Nästa stora speltekniska innovation gjordes av Marion "Little Walter" Jacobs. Hans teknik byggde på att spela nära mikrofonen vilket gav ett särskilt genomträngande ljud, och dessutom kupa sina händer runt instrument och mikrofon, vilket gav munspelet ett mäktigt ljud som något liknade saxofonens. Tillsammans med Jacobs stora tekniska skicklighet gjorde denna teknik honom till den kanske störste munspelaren i historien. Det är nästan omöjligt att idag hitta en munspelare som inte är påverkad av Little Walter, och arvet efter honom. 
Walters enda medtävlare under hans livstid var troligen Big Walter Horton. Horton levde mera på teknisk skicklighet än på ljudförstärkningens möjligheter, och Horton var en populär munspelare hos många orkesterledare i Chicago såsom Muddy Waters och Willie Dixon. I mitten på 1950-talet gjorde han många inspelningar tillsammans med Waters där han använder instrumentets hela register i sina solon och även ibland kromatiskt munspel. Att han inte blev ett lika stort namn som Little Walter beror delvis på hans tillknäppta och ombytliga personlighet, men också på att han inte lyckades i rollen som orkesterledare.
Andra kända munspelare från chicagobluesens 1950-tal är exempelvis Howling Wolf. Han är visserligen inte främst känd som munspelare, men i sina tidiga inspelningar visar han stor skicklighet på munspel särskilt vad gäller kraftfulla riff. James Cotton är ett annat centralt namn från chicagobluesens 50-talsscen, vars ton var mindre baserad på elektrifieringen och mera på handeffekter vilket gav hans spel en touch av country. Sonny Boy Williamson II använde även han sina händer för att ge sitt spel en pratig prägel. Många av hans låtar har blivit blues-standards.
Under 1960- och 1970-talen tappade munspelet mark till elgitarren som solistinstrument. Paul Butterfield är kanske den mest välkända bluesmunspelaren från denna tid, mycket influerad av Little Walter. Den tidiga Bob Dylan använde ett bluesigt munspel i sin folkrock.
Två sentida musiker som haft stor betydelse för munspelandet är John Popper i gruppen Blues Traveler och jazzmunspelaren Howard Levy. Poppers spel är mycket påverkat av elgitarrens ljud och spelsätt, och han har stort inflytande på moderna rock- och bluesmunspelare. Levy, som spelat in många skivor tillsammans med Bela Fleck och Rabih Abou-Khalil är kanske den mest uppfinningsrike munspelaren sedan Little Walter. Han har finslipat tekniken att böja tonerna för att pricka dem mera exakt, och även förbättrat överblåsningstekniken så att det går att spela hela kromatiska skalor på ett vanligt diatoniskt munspel med bibehållen ljudbild. Sedan 1990-talet har hans teknik fått inflytande även hos blues- och rockmunspelare.

## Kända munspelare
- Rachelle Plas
- Mats Ronander
- Osborne Ahlbom
- Bengt Andersson Råssbyn
- Larry Adler
- Willi Burger
- Paul Butterfield
- Howlin' Wolf (Chester Burnett)
- Bob Dylan
- Steven Tyler (Aerosmith)
- Bono (U2)
- Björn Alriksson
- Bruce Springsteen
- John Mayall (Bluesbreakers)
- Sigmund Groven
- Owe Thörnqvist
- Woody Guthrie
- Louise Hoffsten
- Walter Horton / Big Walter Horton
- Little Walter
- Lemmy Kilmister
- Howard Levy
- Jalle Lorensson (Wilmer X)
- Chris Martin
- Charlie McCoy
- Charlie Musselwhite
- Woody Guthrie
- Augustus Pablo
- Levon Helm (The Band)
- Peps Persson
- Gustaf Norén
- Robert Plant (Led Zeppelin)
- Jan Sjöström
- Huey Lewis (Huey Lewis and the News)
- Toots Thielemans
- Marion "Little Walter" Jacobs
- Junior Wells
- John Lennon
- George Harrison
- Mundharmonika Quartett Austria (http://www.muha.at/)
- Ola Särén fd Jönsson
- n' Skogsby-Lasse
- Snusmumriken
- Sonny Boy Williamson I
- Sonny Boy Williamson II
- Stevie Wonder
- Trio Chromondo (Kjell Carlsson, Rolf Forslund, Torbjörn Kahlin)
- Neil Young
- Filip Jers
- Rod Piazza
- Mark Feltham (Nine Below Zero)
- Chris Wolstenholme (Muse)
- Pugh Rogefeldt
- Mikael Fall
- John Popper